# Совет церквей Намибии
Совет церквей Намибии (англ. Council of Churches in Namibia, CCN) — экуменическая организация в Намибии.
Совет — это организация, созданная для поддержки и обеспечения возможности церквям-членам отвечать на духовные потребности людей. Церкви-члены совета вместе представляют 1,5 миллиона человек, 90% населения Намибии. Совет является членом Содружества христианских советов Южной Африки и Всемирного совета церквей.

## История
Совет берет свое начало в христианском центре, основанном в 1975 году как экуменическое место встреч для чернокожих рабочих в Виндхуке. Его первоначальной целью было «выступить единым голосом против несправедливости от имени тех, кто лишен права голоса, и инициировать проекты помощи бедным». В 1978 году центр был преобразован в Совет церквей в Намибии.

## Концепция
До обретения Намибией независимости совет выступал против репрессий и расизма в режиме апартеида. Совет оказывал «особое осуждение введению Южной Африкой призыва на военную службу для всех молодых людей в Намибии». С момента получения независимости совет занимается гуманитарной деятельностью, включая помощь политическим заключенным и решение проблем, связанных с голодом и засухой. Он определяет свою роль как содействующий орган в создании платформы для диалога по различным вопросам.
Штаб-квартира совета располагается в Виндхуке, Намибия.

## Членство
Совет создан пятью членами-учредителями:
- Африканская методистская епископальная церковь,
- Англиканская епархия Намибии,
- Евангелическо-лютеранская церковь в Намибии,
- Методистская церковь Южной Африки,
- Римская католическая церковь[16].

Впоследствии к совету присоединились восемь конфессий:
- Голландская реформатская церковь в Намибии,
- Евангелическо-лютеранская церковь в Республике Намибия,
- Немецкоязычная евангелическо-лютеранская церковь в Намибии,
- Протестантская церковь единства (англ. Protestant Unity Church),
- Рейнская церковь в Намибии (англ. Rhenish Church in Namibia),
- Объединенная конгрегационная церковь Южной Африки,
- Объединенная методистская церковь в Намибии (англ. United Methodist Church in Namibia),
- Объединение реформатской церкви в Южной Африке

Ассоциированный член — Коптская православная церковь. Наблюдатели — реформатские церкви в Южной Африке, Миссия апостольской веры Намибии, Пятидесятническая протестантская церковь, Экуменический институт Намибии и Ассоциация молодых христианских женщин.

## Внешние ссылки
- Совет церквей Намибии на сайте Всемирного совета церквей
- Совет церквей Намибии — официальный сайт